# مرو (نبات)
المَرْوُ أو السَّرْحُ (الاسم العلمي:Maerua) هو جنس من النباتات يتبع الفصيلة القبارية من رتبة الكرنبيات.